# William Edward Parry
William Edward Parry (ur. 19 grudnia 1790 w Bath, zm. 8 lub 9 lipca 1855 w Bad Ems) – brytyjski żeglarz, eksplorator Arktyki.
W wieku 13 lat wstąpił na ochotnika do brytyjskiej marynarki wojennej. W 1810 r. uzyskał promocję na porucznika. Większość swojej kariery związał z żeglowaniem po morzach północnych. W roku 1818 uczestniczył jako dowódca brygu „Alexander” w wyprawie arktycznej Johna Rossa, zorganizowanej przez brytyjską Admiralicję w poszukiwaniu Przejścia Północno-Zachodniego. W latach 1819–1820, 1821–1823 i 1824–1825 sam kierował trzema kolejnymi wyprawami, które nie rozwiązały tego problemu, jednak przywiozły obfite materiały kartograficzne i bogate obserwacje przyrodnicze. W międzyczasie w lutym 1821 r. został członkiem Royal Society. W 1827 r. dowodził kolejną ekspedycją, która miała za zadanie dotrzeć do bieguna północnego. Mimo że i ona była nieudana (zawróciła ok. 500 mil przed celem), osiągnięty wynik (82°45' szerokości geograficznej północnej) został pokonany dopiero przez wyprawę Alberta H. Markhama w 1876 r.
W 1829 r. został nobilitowany. W latach 1829–1834 przebywał w Australii pracując dla Australian Agricultural Company w Nowej Południowej Walii. Po powrocie otrzymał stanowisko w nowo utworzonym departamencie maszyn parowych brytyjskiej marynarki wojennej, gdzie pracował do czasu przejścia na wojskową emeryturę w 1846 r. Później piastował jeszcze stanowiska kapitana-superintendenta w Haslar Hospital w Gosport (Hampshire). W 1852 r. otrzymał awans na kontradmirała Royal Navy, a następnie objął stanowisko komendanta Greenwich Hospital – szpitala i przytułku dla weteranów floty brytyjskiej, które piastował do śmierci.